# Mala vida
Mala vida es una película de Argentina filmada en colores dirigida por Mad Crampi y Fernando Díaz sobre el guion de este. Se estrenó el 22 de febrero de 2018 y tuvo como actores principales a Vera Spinetta, Joaquín Berthold, Belén Chavanne y Maximiliano Ghione.

## Sinopsis
A partir de la desaparición sin rastro alguno de Heidi, una estrella pop, una serie de personajes comienzan sus disparatadas aventuras. Entre ellos, tres delincuentes que aprovechan la situación para tratar de cobrar un rescate.

## Reparto
Participaron del filme los siguientes intérpretes:
- Vera Spinetta...Conductora TV
- Matías Marmorato...Conductor TV
- Joaquín Berthold...Julián
- Belén Chavanne...Heidi
- Alicia Labraga...Viejita
- Magnus Mefisto...Mozo
- Maximiliano Ghione...Acuña
- Miguel Di Lemme...Paco
- Gonzalo Álvarez...Lobos
- Sebastián "Berta" Muñiz...Paolo
- Lucio Greco...Marc
- Luis Aranosky...Mecánico
- Querelle Delage...Frenchi
- Federico Liss...Piraña
- Pablo Plandolit...Barman
- Ana María Orozco...Pitonisa
- Gonzalo Galarza...Gordo Grampa
- Pablo Galarza...Raúl

## Comentarios
Adolfo C. Martínez en La Nación escribió:

”Heidi, la estrella pop del momento, desaparece sin dejar rastro alguno. En torno de esta historia una serie de personajes comienzan a tejer una serie de disparatadas aventuras. Entre ellos están tres malvivientes que planean aprovecharse de la situación y deciden un insólito plan para cobrar un millonario rescate, pero nada resulta como ellos lo esperaban. La trama, dirigida por Mad Crampi y Fernando Díaz, recorre alocadamente ese camino en el que se mezclan el amor, el sexo y la violencia. La película entretiene y muestra una Buenos Aires salvaje y posmoderna.”.

Rolando Gallego en el sitio web lúdicoymemorioso opinó:

”Cuando una película se presenta como “novedosa”, apelando a recursos utilizados con anterioridad y vistos en millones de propuestas, esa supuesta novedad termina jugándole en contra. Ya hace años en “Soy tu aventura” Néstor Montalbano había contado la historia de dos ineptos que pretendían hacerse ricos secuestrando a una figura de la música, aquí esto es la anécdota que dispara una comedia (?) dirigida a dos manos por Fernando Díaz y Mad Crampi que acerca a una propuesta televisiva que atrasa.”